# Premio La Sonrisa Vertical
Der Premio de la Sonrisa Vertical war ein Preis für spanischsprachige erotische Literatur, der von 1979 an jährlich von dem Verlag Tusquets Editores vergeben wurde. Der spanische Name „Sonrisa Vertical“ („vertikales Lächeln“) ist eine poetische Umschreibung für die Form der Vulva. Vorsitzender der Preisjury war der Filmregisseur Luis García Berlanga. La Sonrisa Vertical ist eine ebenfalls vom Verlag Tusquets Editores herausgegebene Buchreihe, in der sei 1979 vorwiegend klassische Werke der erotischen Literatur erscheinen. 
2004 beschloss der Verlag, wegen mangelnder Qualität der Einreichungen die Verleihung einzustellen. Zudem sei Erotik inzwischen Teil des literarischen Mainstreams geworden. Das Erscheinen der Reihe La Sonrisa Vertical wurde fortgesetzt.

## Preisträger
| Jahr | Preisträger                       | verliehen für                              |
| ---- | --------------------------------- | ------------------------------------------ |
| 1979 | Susana Constante                  | Educación sentimental de la señorita Sonia |
| 1980 | Ofèlia Dracs (Kollektivpseudonym) | Deu pometes té el pomer                    |
| 1981 | Vicente Muñoz Puelles             | Anacaona                                   |
| 1982 | Pedro Sempere                     | Fritzcollage                               |
| 1983 | nicht verliehen                   | nicht verliehen                            |
| 1984 | Pablo Casado                      | Tres días, tres noches                     |
| 1985 | Vicente García Cervera            | Las cartas de Saguia-el-Hanra              |
| 1986 | Mercedes Abad                     | Ligeros libertinajes sabáticos             |
| 1987 | Josep Bras                        | El vaixell de les vagines voraginoses      |
| 1988 | Denzil Romero                     | La esposa del Dr. Thorne                   |
| 1989 | Almudena Grandes                  | Las edades de Lulú                         |
| 1990 | José Luis Muñoz                   | Pubis de vello rojo                        |
| 1991 | Ana Rossetti                      | Alevosías                                  |
| 1992 | José María Álvarez                | La esclava instruida                       |
| 1993 | Dante Bertini                     | El hombre de sus sueños                    |
| 1994 | nicht verliehen                   | nicht verliehen                            |
| 1995 | Irene González Frei               | Tu nombre escrito en el agua               |
| 1996 | José Carlos Somoza                | Silencio de Blanca                         |
| 1997 | Abel Pohulanik                    | La cinta de Escher                         |
| 1998 | Pedro de Silva                    | Kurt                                       |
| 1999 | Luis Antonio de Villena           | El mal mundo                               |
| 2000 | Mayra Montero                     | Púrpura profundo                           |
| 2001 | Andreu Martín                     | Espera, ponte así                          |
| 2002 | nicht verliehen                   | nicht verliehen                            |
| 2003 | José Luis Rodríguez del Corral    | Llámalo deseo                              |
| 2004 | nicht verliehen                   | nicht verliehen                            |